# Apaimanee Saga
Apaimanee Saga (thai: อภัยมณี ซาก้า) är en thaispråkig tecknad serie, skriven och illustrerad av Supot Anawatkochakorn, och ursprungligen publicerad i thailändska NED Comics' tidning Boom, med start 2001. Serien är en bearbetning av 1800-talseposet "Phra Aphai Mani" av Sunthorn Phu, och har sedermera fått två uppföljare: Apaimanee Saga: The Pirates' Dawn och Apaimanee Saga: The Tales of Two Brothers, varav den sista är skapad av Strength Studio, utan Anawatkochakorns direkta medverkan.

## Handling
Två bröder, prinsarna Apaimanee och Srisuwan, bannlyses av sin far, kungen av det krigsdrabbade riket Rattana. Apaimanee, den äldste, blir snart därefter förförd av en vacker kvinna, som blir havande. Hennes egentliga identitet avslöjas dock snart - hon är en havsdemon. Apaimanee förs bort som demonernas fånge, och blir så småningom far till en son, Sinsamoot.
Under tiden försöker brodern, Srisuwan, med hjälp av sin älskade prinsessan Keawkatesara, och sjöjungfrun Mira, att rädda Apaimanee ur demonernas våld.

## Om serien
Serien rönte stor uppmärksamhet i Thailand, inte minst på grund av populariteten hos förlagan, "Phra Aphai Mani", och har blivit en av de mest framgångsrika thaiserierna under senare år. Den har också, som första thailändska serie, översatts till andra språk - bland annat har den publicerats på franska, då med titeln Apai Quest.

### Fotnoter
1. ↑  ”Arkiverade kopian”. Arkiverad från originalet den 27 maj 2011. https://web.archive.org/web/20110527141638/http://www.bugton.com/?p=17. Läst 24 juli 2009. (thailändska)